# Zaglau
Zaglau ist eine Ortschaft in der Gemeinde Ulrichsberg im Bezirk Rohrbach in Oberösterreich.

## Geographie

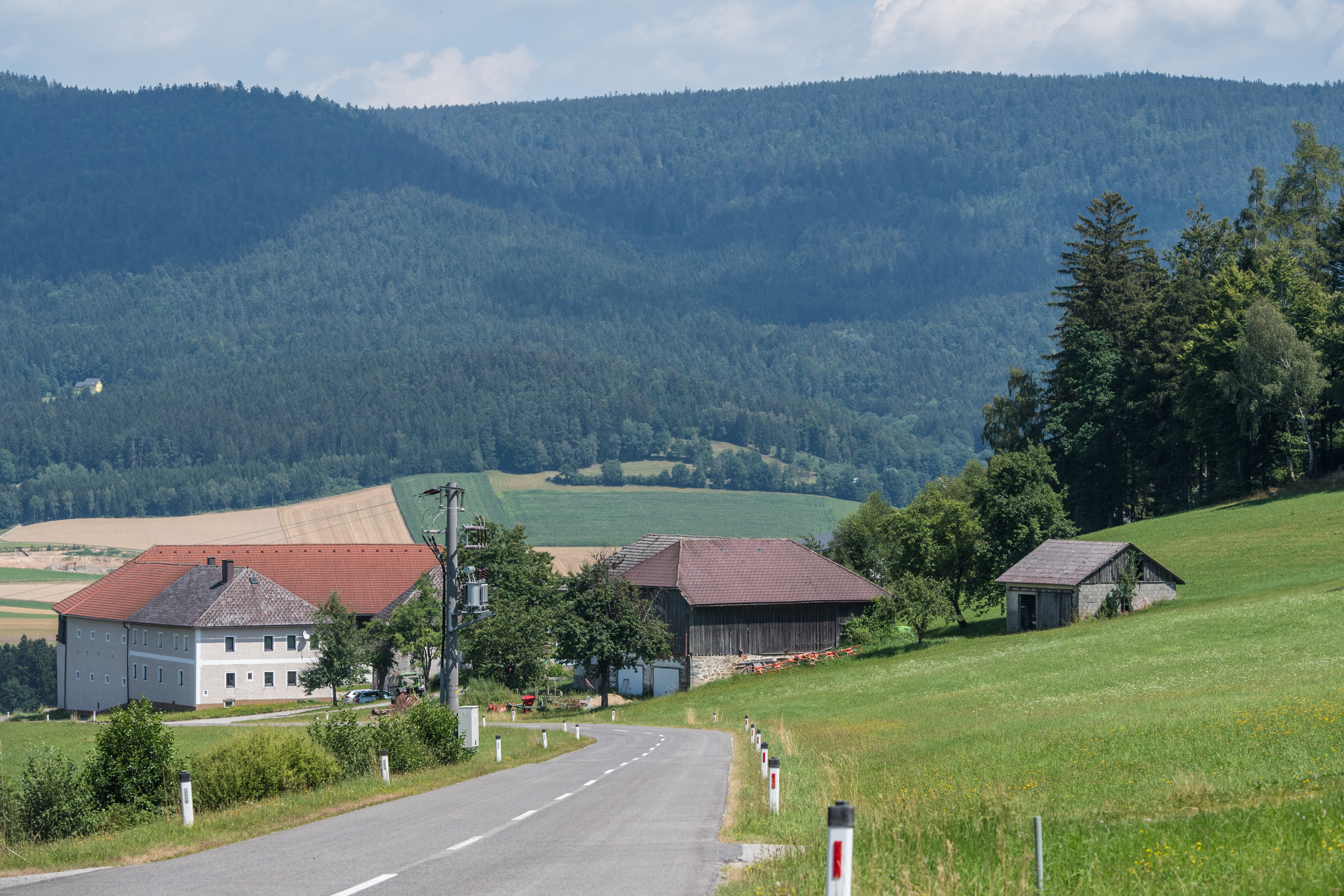
Einzelhof Hausteiner

Die Rotte Zaglau befindet sich südöstlich des Gemeindehauptorts Ulrichsberg. Die Ortschaft umfasst einschließlich der Streusiedlung Holzhäuseln und des Einzelhofs Hausteiner 27 Adressen (Stand: 1. April 2020). Sie liegt in den Einzugsgebieten der Großen Mühl und des Zaglauer Bachs. Zaglau ist Teil der 22.302 Hektar großen Important Bird Area Böhmerwald und Mühltal.

## Geschichte
Zaglau wurde im Jahr 1303 erstmals urkundlich erwähnt. Die Ansiedlung kam 1312 durch ein Tauschgeschäft in den Besitz des Stifts Schlägl. Bei einem Brand am 16. September 1924 wurden fünf Häuser im Ort zerstört. Einem Feuer fiel am 13. November 2017 der Wirtschaftstrakt eines Bauernhofs zum Opfer.

## Kultur und Sehenswürdigkeiten
Der Burgstall Haustein befindet sich östlich des Einzelhofs Hausteiner. Es handelt sich um einen Granitklotz, der 1303 als Havnstein daz purchstal erstmals urkundlich erwähnt wurde. Der 13 km lange Rundwanderweg Ödenkirchenerweg führt durch Zaglau.